# Аренсхёфт
Аренсхёфт (нем. Ahrenshöft) — община в Германии, в земле Шлезвиг-Гольштейн.
Входит в состав района Северная Фризия. Подчиняется управлению Митлерес-Нордфрисланд. Население составляет 516 человек (на 31 декабря 2018 года). Занимает площадь 8,65 км².
Официальным языком в населённом пункте, помимо немецкого, является севернофризский.

## Население
| Год  | Численность | Численность |
| ---- | ----------- | ----------- |
| 1975 | 414         | [ 4 ]       |
| 2014 | 494         | [ 5 ]       |
| 2017 | 516         | [ 1 ]       |
| 2019 | 516         | [ 6 ]       |
| 2021 | 523         | [ 7 ]       |
| 2022 | 540         | [ 8 ]       |
| 2023 | 549         | [ 2 ]       |